# Ina van Zyl
Ina van Zyl (Ceres, Zuid-Afrika, 27 mei 1971) is een Zuid-Afrikaans-Nederlands beeldend kunstenaar: kunstschilder, aquarellist, (strip)tekenaar en illustrator.

## Loopbaan
In haar geboorteplaats Ceres volgde zij middelbaar onderwijs op de Hoërskool Charlie Hofmeyr. Hierna ging zij in 1990 naar de Universiteit Stellenbosch. Daar werkte ze mee aan het ondergrondse striptijdschrift Bitterkomix, dat de post-apartheid – van vooral de blanke gemeenschap – in Zuid-Afrika bekritiseerde. Voor dit tijdschrift tekende Van Zyl de eerste nummers. Met de studies grafische vormgeving en beeldende kunst behaalde zij in 1994 haar Bachelor of Arts (BA) schone kunsten met als hoofdvak tekenen.
Als gast kwam Van Zyl in 1995 naar Amsterdam voor de Thami Mnyele Foundation. Dit leidde ertoe dat zij van 1996 tot 1998 in die stad een postacademische opleiding bij De Ateliers ging volgen. Vervolgens vestigde zij zich ook in de stad.
Naar eigen zeggen zijn de thema's die haar bezig houden: claustrofobie, schaamte dan wel vernedering, erotiek en seksualiteit, het menselijk contact ofwel het gebrek daaraan.
Zij werkt veel met olieverf maar maakt nog steeds tekeningen, strips, prenten en aquarellen.
Haar werk is vertegenwoordigd in galerieën en particuliere en openbare collecties, waaronder het Stedelijk Museum Amsterdam.

## Prijzen
- 1998 - Buning Brongers Prijs.[7]
- 2000 - Koninklijke Prijs voor Vrije Schilderkunst
- 2007 - Jordaan-van Heek Prijs[8]
- 2009 - Jeanne Oosting-prijs[9]
- 2010 - Wim Izaks Prijs[10]
- 2022 - Thérèse Schwartze Prijs voor de portretkunst[11]

- Bibliothèque nationale de France: cb15532273k (data)
- Gemeinsame Normdatei: 133060837
- International Standard Name Identifier: 0000 0000 7848 2995
- Library of Congress Control Number: no2006056767
- Nederlandse Thesaurus van Auteursnamen: 29205100X
- RKD-Nederlands Instituut voor Kunstgeschiedenis: 129685
- Système universitaire de documentation: 106961624
- Virtual International Authority File: 74162534
- WorldCat: E39PBJtrVGG77GmFj6pF3V8Bfq